# Rumian (województwo warmińsko-mazurskie)
Rumian (niem. Rumian, 1942–1945 Ramnitz) – wieś w Polsce położona w województwie warmińsko-mazurskim, w powiecie działdowskim, w gminie Rybno. W latach 1975–1998 miejscowość administracyjnie należała do województwa ciechanowskiego.
Duża wieś (ponad 1000 ha gruntów), położona na północnym skraju Welskiego Parku Krajobrazowego, w pobliżu Jeziora Rumian. We wsi jest przystanek autobusowy, sklep oraz Szkoła Podstawowa w Rumianie im. ks. Jana Twardowskiego. Obwód szkoły obejmuje następujące miejscowości: Rumian, Naguszewo, Groszki, Dębień, Truszczyny. Szkoła uzyskała  Certyfikat II stopnia Warmińsko-Mazurskiego Kuratora Oświaty "Szkoła Przyjazna Środowisku". We wsi znajdują się gospodarstwa agroturystyczne. Dwa kilometry na północ od wsi znajdują się pozostałości po wczesnośredniowiecznym grodzisku (nazywane Szwedzki i Szańcami lub Korzonką). Grodzisko zostało zbudowane przez Sasinów.

## Części wsi
| SIMC    | Nazwa  | Rodzaj    |
| ------- | ------ | --------- |
| 0125055 | Lesiak | część wsi |

## Historia
Wieś założona na ziemiach, należących do biskupa chełmińskiego, w 1303 r. w dokumentach zapisana pod nazwą Romna, później Roman (1341), a od 1566 jako Rumian. Początkowo we wsi była kapliczka, później w jej miejscu zbudowano kościół. W XVI w. do tutejszej parafii należały wsie: Rumian (siedziba parafii), Dębień, Gronowo, Gutowo, Kostkowo, Naguszewo, Rudnik. Na przełomie XVI i XVII wieku należał do dóbr stołowych biskupów chełmińskich.
W 1614 r. wieś miała 60 włók, we wsi był młyn wodny i karczma. Księgi metrykalne prowadzono od roku 1661. W 1664 r. tutejszym proboszczem był Albert Miecznikowski herbu Pobóg. W tym czasie chłopi oddawali podatek na kościół w wysokości jednego korca żyta i owsa od włóki. W latach 1664–1667 proboszczem był Mateusz Kańgowski. W protokole wizytacyjnym z 1667 r. zapisano, że wieś obejmowała 60 włók, jednak zsumowanie wyszczególnionych posiadłości daje wielkość 30 włok: dwóch sołtysów (po 3 włóki każdy), karczmarz (2 włóki), szlachcic Kruszewski (3 włóki), młynarz (2 włoki), młynarz z Lesika (3 włóki), leman (jedna włoka), sześciu chłopów (każdy po 2 włóki), organista (jedna włoka). W tym czasie we wsi istniała już szkoła, a do parafii należało 360 wiernych i dwóch innowierców.
Od roku 1700 proboszczem był Baltazar Turowski (absolwent seminarium chełmińskiego). W dokumentach wizytacyjnych z 1706 r. (wizytatorem był kanonik J. L. Strzesz, a proboszczem Baltazar Turowski) kościół określono jako bardzo stary. Proboszcz posiadał 6 włók ziemi, a jego inwentarz żywy składał się z: 4 wołów, 4 krów, jednej jałówki, 4 koni roboczych i dwóch zaprzęgowych, 6 owiec rodnych, 5 owieczek jarliczek, 9 jagniąt, 4 świń oraz drobiu. Pobierał po pół korca żyta i pół korca owsa od włoki (w sumie z Rumiana otrzymywał 15 korców żyta i tyleż owsa). Ponadto otrzymywał meszne z innych wsi, należących do parafii. W tym czasie komunikantów było 500 (przychodzili także katolicy z Prus Książęcych). W protokole wizytacyjnym szkołę określono jako nową (murowana, szachulcowa). Uczyło się w niej około 30 dzieci. Rok szkolny trwał od św. Michała (29 września) do niedzieli palmowej. Organista był jednocześnie nauczycielem.
W 1713 r. (według innych źródeł w 1714) wybudowano nowy, drewniany kościół w stylu barokowym (konstrukcja zrębowa, kryty gontem, na kamiennym cokole), konsekrowany w 1724 r. przez biskupa Feliksa Kretkowskiego. Według legendy, w tym samym czasie zniszczeniu uległ drewniany kościół w Rumianie co i w pobliskim Gronowie. Mieszkańcy obu wsi postanowili, że nowy kościół wybudowany zostanie w tej wsi, w której znajdzie się troje malowanych drzwi. Mieszkańcy Rumiana skrycie udali się w nocy do Gronowa i przenieśli drzwi starego kościoła do swojej wioski. I właśnie w Rumianie wybudowano nowy kościół.
W 1868 r. we wsi mieszkało 411 mieszkańców. W 1885 r. we wsi mieszkały 472 osoby, a w osadzie młyn Lesiak – 13. Obszar wsi w tym czasie wynosił 1360 ha. W 1907 r. uczniowie ze szkoły w Rumianie przyłączyli się do strajku szkolnego. Ks. dr Franciszek Liss, tutejszy proboszcz, został skazany na miesiąc więzienia za odczytanie w kościele odezwy, wzywającej do przywrócenia nauki religii w języku polskim.
W 1932 r. Rumian został włączony do powiatu działdowskiego (wcześniej należał do powiatu lubawskiego).
W 1943 okupanci niemieccy zastąpili dotychczasową nazwę historyczną Rumian formą Rommen.
W 1967 r. drewniany kościół wpisano do rejestru zabytków.

## Zabytki
- Drewniany kościół pw. św. Barbary, w stylu barokowym z 1714 roku, konstrukcja zrębowa, kryty gontem, na kamiennym cokole. W kościele znajdują się trzy ołtarze: późnorenesansowy św. Krzyża, barokowy i ołtarz główny z XVIII w.[10] Organy mają neobarokową oprawę, zbudowane przez Paula B. Voelknera w 1909 r. Na wyposażeniu kościoła jest późnogotycki krzyż relikwiarzowy i pacyfikat z pierwszej połowy XVI w., monstrancja retabulowa z XVII w., relikwiarz z końca XVIII w. oraz rokokowe ostensorium, wykonane przez Karola Magierskiego z Torunia.
- Budynek plebanii z początku XX, z czerwonej cegły.
- Zabytkowa kostnica
- Budynek szkoły z XIX w.
- Nieczynny młyn wodny z 1940 r. (postawiony na małej rzeczce, wpadającej do jeziora Rumian – rzeczka nosi nazwę Struga Rumiańska, dawniej Ramunite), zbudowany na miejscu wcześniejszego młyna.
- Stare lipy, znajdujące się wokół kościoła, zaliczone do pomników przyrody